# Бараново (Івановська область)
Бараново (рос. Бараново) — село в Верхнєландеховському районі Івановської області Російської Федерації.
Населення становить 83 особи. Входить до складу муніципального утворення Кромське сільське поселення.

## Історія
Від 2005 року входить до складу муніципального утворення Кромське сільське поселення.

## Населення
| 1859 | 1905 | 2002 | 2010 |
| ---- | ---- | ---- | ---- |
| 63   | ↗75  | ↗95  | ↘83  |